# さくまひできの 歌っちゃいます!
『さくまひできの 歌っちゃいます！』は、埼玉県朝霞市のコミュニティFM局であるすまいるエフエムで放送されているラジオ番組である。2008年4月から放送開始。収録番組。
過去の放送内容は、すまいるエフエムのウェブサイトのポッドキャストで聞くことができる。

## 放送時間
- 毎週金曜日 16:30 - 17:00

## パーソナリティ
- さくまひでき

## 主なコーナー
- 生歌でアンサー
- 日本全国食の旅
- 夕食の話題「へぇ・・豆知識」
- 今週の贈る言葉
- 想い出リクエスト

| スタブアイコン | サブスタブ | この項目は、まだ閲覧者の調べものの参照としては役立たない、ラジオ番組に関連した書きかけの項目です。この項目を加筆・訂正などしてくださる協力者を求めています（P:ラジオ/PJ:放送番組）。 |